# Peza (rivière)
La Peza (en russe : Пеза) est une rivière de Russie qui coule dans l'oblast d'Arkhangelsk. C'est un affluent du Mezen en rive droite. 

## Géographie
La Peza coule d'est en ouest à l'extrême nord de la Russie d'Europe. Sa longueur est de 363 kilomètres et son bassin s'étend sur 15 100 km2. Elle se jette en rive droite dans le cours inférieur du Mezen à Dorogorskoïe, localité située à une quarantaine de kilomètres en amont (au sud) de la ville de Mezen. La rivière est prise par les glaces de novembre à fin avril. Hormis cette période, elle est navigable sur plus de 300 kilomètres.

## Affluents
- la Tsema
- la Niafta

## Hydrométrie - Les débits à Igoumnovo
Le débit de la Peza a été observé sur une période de 60 ans (durant les années 1933-1993), à Igoumnovo, localité située près de la petite ville de Bitchye, à une trentaine de kilomètres (à vol d'oiseau) en amont de sa confluence avec le Mezen . 
La Peza est une rivière abondante. Le module de la rivière à Igoumnovo est de 122 m3/s pour une surface prise en compte de 12 000 km2, ce qui correspond à plus ou moins 80 % du bassin versant de la rivière qui en compte 15 100. La lame d'eau écoulée dans ce bassin se monte ainsi à 322 millimètres annuellement. 
La Peza présente des fluctuations saisonnières de débit élevées. Les crues se déroulent au printemps, de fin avril à juin inclus (avec un maximum en mai) et résultent de la fonte des neiges. Dès le mois de juin, le débit diminue rapidement ce qui mène aux basses eaux d'été (minimum en août). Une deuxième période de crue, moins importante que la première se déroule en automne (maximum en octobre) sous l'effet des précipitations de la saison. Puis survient l'hiver russe et ses importantes gelées ; la rivière atteint alors son minimum d'hiver, 
ou étiage, période allant de janvier à mars. 
Le débit moyen mensuel observé en mars (minimum d'étiage) atteint 20,3 m3/s, soit moins de 4 % du débit moyen du mois de juin (542 m3/s), ce qui souligne l'amplitude élevée des variations saisonnières. Sur la période d'observation de 60 ans, le débit mensuel minimal a été de 10,4 m3/s en mars 1947, tandis que le débit mensuel maximal s'est élevé à 1 060 m3/s en mai 1934.